# Василенко Василь Євгенович
Василь Євгенович Василенко (18 червня 1967, Київ, Українська РСР) — український хокеїст, лівий нападник. Гравець національної збірної.

## Спортивна кар'єра
Вихованець київського хокею. Виступав за місцеві ШВСМ, «Сокіл», «Хімік» (Воскресенськ, Росія) і команди з Великої Британії та Швеції.
У складі національної збірної України брав участь у двох чемпіонатах світу: 1997 (група С) і 1998 (група В). На цих турнірах провів 12 ігор (7+4).

## Статистика
Статистика виступів за українські команди:
| Сезон             | Команда           | Ліга              | І   | Г  | П  | 0  | Штр |
| ----------------- | ----------------- | ----------------- | --- | -- | -- | -- | --- |
| 1986/87           | ШВСМ (Київ)       | перша             | 31  | 2  | 3  | 5  | 14  |
| 1987/88           | ШВСМ (Київ)       | перша             |     |    |    |    |     |
| 1988/89           | «Сокіл» (Київ)    | вища              | 8   | 0  | 1  | 1  | 0   |
|                   | ШВСМ (Київ)       | перша             | 53  | 12 | 10 | 22 | 20  |
| 1989/90           | «Сокіл» (Київ)    | вища              | 3   | 0  | 0  | 0  | 2   |
|                   | ШВСМ (Київ)       | друга             | 61  | 22 | 27 | 49 | 42  |
| 1990/91           | «Сокіл» (Київ)    | вища              | 42  | 11 | 5  | 16 | 18  |
| 1991/92           | «Сокіл» (Київ)    | вища              | 28  | 10 | 6  | 16 | 8   |
|                   | «Сокіл» (Київ)    | пт                | 19  | 9  | 7  | 16 | 8   |
|                   | ШВСМ (Київ)       | друга             | 2   | 1  | 1  | 2  | 2   |
| 1992/93           | «Сокіл» (Київ)    | МХЛ               | 36  | 7  | 9  | 16 | 12  |
|                   | «Сокіл» (Київ)    | плей-оф           | 3   | 0  | 0  | 0  | 2   |
|                   | «Сокіл-2» (ШВСМ)  | перша             | 3   | 2  | 3  | 5  | 2   |
| Усього за «Сокіл» | Усього за «Сокіл» | Усього за «Сокіл» | 139 | 37 | 29 | 66 | 50  |
| Усього за ШВСМ    | Усього за ШВСМ    | Усього за ШВСМ    | 150 | 39 | 44 | 83 | 80  |